# Samarkand Challenger 2010
Il Samarkand Challenger 2010 è un torneo professionistico di tennis maschile giocato sulla terra rossa, che faceva parte dell'ATP Challenger Tour 2010. Si è giocato a Samarcanda in Uzbekistan dal 9 al 14 agosto 2010.

## Partecipanti

### Teste di serie
| Nazionalità | Giocatore        | Ranking* | Testa di serie |
| ----------- | ---------------- | -------- | -------------- |
| Slovenia    | Blaž Kavčič      | 88       | 1              |
| Spagna      | Óscar Hernández  | 158      | 2              |
| Russia      | Andrej Kuznecov  | 167      | 3              |
| Francia     | Guillaume Rufin  | 174      | 4              |
| Russia      | Evgenij Kirillov | 205      | 5              |
| Slovacchia  | Andrej Martin    | 288      | 6              |
| Slovacchia  | Marek Semjan     | 297      | 7              |
| Lettonia    | Andis Juška      | 312      | 8              |

- Ranking al 2 agosto 2010.

### Altri partecipanti
Giocatori che hanno ricevuto una wild card:
- Tiago Fernandes
- Murad Inoyatov
- Abduvoris Saidmukhamedov
- Vaja Uzakov

Giocatori che hanno ricevuto uno special exempt:
- Jun Woong-sun

Giocatori passati dalle qualificazioni:
- Laurynas Grigelis
- Andrej Martin
- Axel Michon
- Artem Smyrnov

## Campioni

### Singolare
Andrej Martin ha battuto in finale  Marek Semjan con il punteggio di 6–4, 7–5

### Doppio
Andis Juška /  Deniss Pavlovs hanno battuto in finale  Lee Hsin-han /  Yang Tsung-hua con il punteggio di 7–5, 6–3